# Romániai magyar antológiák
A romániai magyar irodalomban bizonyos antológia-típusok annyira az irodalom keletkezésének és fejlődésének feltételeihez és igényeihez igazodtak, hogy valósággal irodalomtörténeti rangra tettek szert.

## Az Erdélyi Irodalmi Társaság Almanachja 1921-re
Irodalmunk első színvonalas termékei között találjuk azokat az antológiákat, amelyek elsőrendű célja erősíteni az írókban a szervezett irodalmi egység tudatát. Jellegzetesen ilyen kiadvány Az Erdélyi Irodalmi Társaság Almanachja 1921-re (1920 végén jelent meg). Márki Sándor bevezetője (eredetileg a Társaság alelnöki megnyitója) az önerőből való kultúrateremtés feladatára mozgósít, mondván, hogy az új történelmi helyzet oly élénk és önálló szellemi életet hozott Erdélybe, amilyen "még Bethlen Gábor fénykorában sem volt", s a román és magyar kultúra párhuzamos jelenlétét "ugyanazon területen" zajló "nemes verseny"-nek tekinti. A kötet irodalmi szemelvényei (Kiss Ernő szerkesztésében) az egységesítő, minden írót közös feladatra mozgósító szándékot tükrözik; az első versben Szabolcska Mihály inti költőtársait helytállásra (Egy pesszimista poétának) nem éppen hibátlan jambusokban, de mellette s a konzervatív körökben is népszerű Reményik Sándor mellett ott találjuk az Ady- és Nyugat-követő lírikusokat is: Áprily Lajost, Berde Máriát, Serestély Bélát.

## Erdélyi Könyv
1921-ben Petrozsényban Molnár Sándor munkásköltő barátjával, Evien-Eisler Eugen újságíróval Erdélyi Könyv címmel munkásirodalmi antológiát szerkesztett.

## Erdélyi költők
Nagyobb terjedelemben és változatossággal mutatta be a romániai magyar irodalmat két 1924-ben a berlini Voggenreiter Verlag kiadásában megjelent antológia. Az erdélyi költők, Farkas Gyula bevezetőjével, 14 költő 124 versét tartalmazza, nagyjából értékük arányában: Áprily Lajos, Olosz Lajos, Reményik Sándor, Szombati-Szabó István, Tompa László kapja a legnagyobb teret. A szerkesztő az erdélyi költészet értékeit az egész magyar közönséggel kívánja megismertetni.

## Erdély lelke
Ugyanebben a szellemben fogant az Erdély lelke c. novellagyűjtemény is. A válogató Kristóf György előszava vitázik a transzilvanizmussal: "...az erdélyiség csak a művészet síkjára fölemelve válik irodalmi értékké. Önmagában érdekes különösség csupán, akár az erdélyi nyelvjárások. Változatosságot, gazdagodást az erdélyiség csak akkor jelent, ha a nemzeti lelket s a tiszta művészet kifejező és összefoglaló erejét gyarapítja." E felfogás konzervatív indítékait a válogatás egyoldalúsága árulja el: a tükörből, melyben "a mai erdélyi irodalom értékei hűen csillognak", hiányzik az akkor már ismert prózaírók közül Tamási Áron arculata, hiányzanak a transzilvanizmus hitvallói (így Kós Károly), hiányzanak a radikálisok (Tabéry Géza, Szentimrei Jenő, Nagy Dániel, Ligeti Ernő), hiányzik Sipos Domokos.

## Erdélyi történetek
Tárgyilagosabb képet nyújt irodalmunk első éveinek novelláiról a Benedek Elek szerkesztette Erdélyi történetek (Budapest, 1924) 19 szerző ugyanannyi elbeszélésével. A kötet beköszöntőjében Benedek Elek is az erdélyiség provinciális változata ellen foglal állást: "Mi a fontosabb: az-e, hogy minden erdélyi írónak minden írása Erdély földjében gyökerezzék, erdélyi legyen a meséje, a levegője, vagy az, hogy az erdélyi író istenadta talentum-e, akire büszkén mutathat minden erdélyi magyar: ezt a talentumot a mi földünk ajándékozta a világnak? Azt hiszem, a kérdésre nem kell válaszolnom." A válogatás csakugyan minden tehetséget felvonultat a hagyományőrző Balogh Endrétől, Kovács Dezsőtől a közvetlenül a háború előtt indult írókon át (Molter Károly, Szentimrei Jenő) a frissen feltűnt tehetségekig (Karácsony Benő, Nyirő József, Tamási Áron).

## Tizenegyek antológiája
Az irodalom puszta létét bizonyító gyűjtemények mellett kezdettől megtaláljuk azt az antológia típust, amely nem az irodalmi egységet szorgalmazza, hanem valamely csoporttörekvés közös jelentkezése. Az első ilyen jelentkezés a Tizenegyek antológiája, a Versek, elbeszélések, tanulmányok tizenegy fiatal erdélyi írótól erdélyi művészek rajzaival (Erdélyi fiatal írók antológiája, Kolozsvár, 1923), egy olyan irodalmi öntudat első megszólalása, amely az erdélyi irodalom megváltozott történelmi helyzetével vet számot, nem általános művészi, hanem sajátosan erdélyi értéket keresve az irodalomban. Balázs Ferenc programtanulmánya tételként szögezi le: "...az erdélyi irodalomnak olyan íze van, amelyet csak a mi földünkből szívhatott s egyenesen annak kezdünk neki, hogy ezt a speciális erdélyiességet kibontsuk és megvilágítsuk." Kétarcú hitvallás a Balázs Ferencé: egyfelől még inkább a partikuláris-helyi színek – elsősorban a székely néphagyomány – felé viszi az ideológiává akkor fogalmazódó transzilvanizmust, az irodalmat Szabó Dezső hatására a faj önkijelentésének tekintő felfogásig feszítve; ugyanakkor a transzilvanizmus-ellenes konzervativizmussal szemben a korszak modern törekvéséhez, az irodalmi expresszionizmushoz való csatlakozás a vidékiségen segít túlemelni ezt a programot, amennyiben helyi néphagyomány és európai távlatú modernség ötvözésére mozgósít. Mint "időt mutató jel"-re, Szentimrei Jenő "kozmikus költészeté"-re hívja fel a figyelmet, s a csoport másik tanulmányírója, Jancsó Béla is az expresszionizmusban látja "egy új művészet első útegyengetőjé"-t, amely a népi szellem megnyilatkozása. Különben épp az expresszionizmus embertestvériség-hirdetése tartja távol Balázs Ferenc faji szempontját a nacionalista elzárkózástól: "...bármiféle életnek és irodalomnak nem lehet más törekvése végeredményben, mint csodálatos harmóniában együtt haladni minden más faj életével és irodalmával..."
A Tizenegyek antológiájának jellegzetessége, hogy elsősorban nemzedéki csoportosulást mutat be, s résztvevőinek csak egy része vállalja az így felállított avantgárd-programot. Ezt a kötet prózaíróinál találjuk meg; a lírikusok (az egy Maksay Albert szabad verseit kivéve) az 1920-as évek Ady-utánzói közé sorolhatók, a novellákban azonban kivétel nélkül felismerhető Szabó Dezső expresszív prózastílusa.

## Új arcvonal
A következő nemzedéki csoportosulás 1931-ben Kolozsvárt az Új Arcvonal antológiával jelentkezett. A 19 írót, költőt és esszéistát bemutató gyűjtemény a Tizenegyek antológiájánál is kevésbé tükröz valamilyen közös stílustörekvést – a nemzedék közös vonása a hagyományos transzilvanizmussal való szembefordulás. Bár az antológia két tanulmányírójánál még kimutatható a fajfogalom hatása s a kultúrateremtő lelkiségre történő idealista hivatkozás, harmadikuk, Jancsó Elemér, Az erdélyi irodalom útjai c. terjedelmes esszéjében az előző nemzedék transzilvanizmusának racionális kritikáját fogalmazta meg: "...erdélyiség tényleg van. De ezt az erdélyiséget nem kell csinálni, mert ez feltalálható Erdély speciális gazdasági és társadalmi adottságaiban és az azon felépülő szellemi életben... Ennek a reális, de nehezen meghatározható transzilvanizmusnak azonban nagyon kevés köze van ahhoz az erdélyiséghez, amelyet zöld asztal mellett agyaltak ki Erdély írói és kritikusai. A szenvedők és a dolgozók erdélyisége távol áll attól a levegőben lógó, megközelíthetetlen és elérhetetlen ideáltól, amelynek zászlajára éveken át esküdtek Erdély írói." Méliusz József regényrészletében, Szemlér Ferenc intellektualizmussá szűrt tiltakozásában mutatkozik meg az új irányvonal, az emberközpontúság. Általában jellemző a többiekre is, hogy az ember mint társadalmi lény érdekli őket, vagy a tiszta lélektani próza, a modern gondolati vers példáira bukkanunk lapjain. Az Új Arcvonalban mutatkozott be Kovács György, a későbbi  faluregény erdélyi művésze és Kolozsvári Grandpierre Emil, a kisebbségi donquijote-izmus szatírájának megalkotója.

## Új Erdélyi Antológia
Az Új erdélyi antológia (Kolozsvár, 1937) csak annyiban tekinthető nemzedéki jelentkezésnek, amennyiben zömét az Új arcvonalból ismert írók, költők alkotják. Társadalomkritikájuk különösen a falusi témákban éles; az 1930-as évek második felében e nemzedék munkásságával zárkózik fel a romániai magyar irodalom a népi írók falufeltáró törekvéseihez. Lényegében ugyanezen nemzedék egy csoportjának, a Termés Körének későbbi jelentkezése az Üdvözlégy szabadság (Kolozsvár, 1942).

## Zsidó fiatalok antológiája
Jótékony célú volt a Zsidó Diáksegélyző kiadásában megjelent Kelet és Nyugat között (Zsidó fiatalok antológiája. Kolozsvár, 1937), többek közt Brassai Viktor és Salamon Ernő verseivel.

## Az Erdélyi Helikon és a KZST antológiái
Nem stílusirányt vagy nemzedéki tömörülést, hanem irodalomszervezési elvet képvisel az Erdélyi Helikon két antológiája. Az első (Erdélyi Helikon Antológiája I-II. Kolozsvár, 1927) közvetlenül az írói munkaközösség megalakulása után a Helikon valamennyi tagját bemutatja egy-egy rövid prózai művel vagy néhány költeménnyel. Az Erdélyi Helikon másik antológiája, melyet az ESZC megalakulásának 10. évfordulójára jelentetett meg a kiadó (Az Erdélyi Helikon íróinak antológiája. Szerk. Kovács László. Kolozsvár, 1934), lényegében – ünneplő-jubiláló jelleggel – azt hivatott igazolni, hogy milyen irodalmi értékeket foglal magába a lap. Az ESZC vállalkozása a Helikon 10. írótalálkozójának emlékére kiadott Erdélyi Csillagok c. esszégyűjtemény (Kolozsvár, 1935) is; benne tizenöt író, kritikus mutat be tizenöt erdélyi származású magyar tudóst, művészt. A kötet így lesz a helikoni transzilvanizmus dokumentuma, a sajátosan erdélyi környezetből felszárnyaló tehetség a magyar kultúrában való mindenkori jelenlétének bizonyságtétele.
Bánffy Miklós Kemény Jánoshoz intézett köszöntője a kötet élén ezt a helikoni programot hangsúlyozza: "Erdély ősi szelleme ez... A megértés, a türelmesség, a kölcsönös szeretet. Azt kutatja, ami összetart, nem ami széjjelválaszt. Egyetlen szempontot ismer csupán, a művészet önzetlen szolgálatát." A 15 esszé – bár felfogásban, mondanivalóban lényeges eltérések is jelentkeznek – a tárgyul választott hősben a mostoha viszonyok között való helytállás, a történelmi küldetéstudat példáját mutatja fel. A KZST félszázados jubileumára Sényi László szerkesztésében megjelent Ünnepi könyv (Marosvásárhely, 1930) az írói alkotások felvonultatásával szintén antológia jelleget ölt.

## Romániai magyar írók antológiája
A második világháború alatt irodalmi folyóirat nélkül maradt dél-erdélyi magyar írók közös antológiában jelentkeztek. A Vita Zsigmond szerkesztette írásgyűjtemény Romániai magyar írók antológiája (Nagyenyed, 1943) c. alatt a következő tizenkilenc író munkáiból hozott szemelvényt: Bitai B. Pál, Endre Károly, Fekete Lajos, Horváth Jenő, Kabós Éva, Kakassy Endre, Kacsó Sándor, Kiss Ferenc, Kubán Endre, Méliusz József, Nagyfalusi Mihály, Nikodémusz Károly, Szepesi Nits István, Olosz Lajos, Tatrangi Pál András, Reviczky Mária, Serestély Béla, Szemlér Ferenc, D. Vass Albert.

## A havas balladái
Külön antológia-típust képviselnek azok a kiadványok, amelyek más nemzet irodalmát (elsősorban lírai költészetét) kívánják bemutatni. Egymás kultúrájának megismertetésével a román-magyar viszonyt tette bensőségesebbé nem egy antológia. Közülük az első számottevő mű A havas balladái c. román népballada-gyűjtemény (Kolozsvár, 1932), Kádár Imre művészi fordításában s Demian Tassy illusztrációival. A fordító előszava a Helikon hirdette kultúrközeledés összefoglaló programja: vallja, hogy a népek megismeréséhez vezető út kultúrájuk megismerése.

## Öt szelíd láng
Az Aradon 1945-ben Fáskerti Tiborné szerkesztésében megjelent Öt szelíd láng c. cikkgyűjtemény tizenkilenc helyi munkásíró lírai üdvözletét tolmácsolja a Vörös Hadseregnek.

## Bánsági Magyar Írók Antológiája
A második világháború után a megjelenő antológiák jellege és funkciója megváltozott. A Markovits Rodion bevezetőjével megjelent Bánsági Magyar Írók Antológiája (Temesvár, 1946) még csak egy történelmi táj, Temes-Torontál magyar írói által hallatta "az együtt élő népek testvéri együttérzése... szavát", s tűzi ki irodalmi célul a magyar dolgozók "személyes megismerését"; a Huszonhat elbeszélő válogatott novellája (1949) c. antológia már az egész ország "élő és dolgozó" magyar írói karáról nyújt átfogó képet. Az idősebbek (Berde Mária, Daday Loránd, Maksay Albert, Molter Károly) és az élre jutott nemzedék (Asztalos István, Horváth István, Gagyi László, Kovács György, Nagy István, Szemlér Ferenc, Szilágyi András, Tomcsa Sándor) mellett felvonultak már a fiatalok (Páll Árpád, Sütő András, Tompa István) is.

## Bukaresti antológiák
Az 1950-es évek első felében Bukarestben adtak ki két reprezentatív gyűjteményt (Hazánk magyar költői, 1953; Hazánk magyar elbeszélői, 1954), melyek a romániai magyar költészetet a romániai magyar irodalom egysége alapján szemléltette.
Jellegzetes nemzedéki antológia az Ötven vers (1950); több mint másfél évtizeddel később a Vitorla-ének (1967) mutatta be a Forrás második nemzedékét; újabb raj jelentkezett a Varázslataink (Kolozsvár, 1974), a Kimaradt szó (1979) és az Ötödik Évszak (1980) c. gyűjteményekben.

## A román irodalom kis tükre
Szembetűnő a román irodalmat bemutató fordításgyűjtemények számbeli és minőségi gyarapodása; ezek közül A román irodalom kis tükre a legjelentősebb vállalkozás. Négy kötetnyi terjedelemben (1961-64) teljes keresztmetszetet ad a román irodalom történetéről, a szépirodalmi szövegek mellett egy-egy korszak rövid történeti és irodalomtörténeti áttekintését és az írók életrajzát is tartalmazza. Új román költőnemzedéket mutat be az Építő Amfion (1967). A kortárs román költészet kisantológiája Franyó Zoltán fordításait tartalmazza (A kőben a tanúság, Temesvár, 1977), román novellák és karcolatok Mircea Zaciu előszavával jelentek meg (Körutazás, 1977). A közös hazafiság szellemében kiadott műfordításokat és eredeti verseket közlő hazafias verses antológiák közül kiemelkedett Franyó Zoltán kétnyelvű kötete, a Vîrsta de aur – Aranykor (1975). Megkezdődött az irodalomtörténeti visszatekintés időszaka is, új hazai antológia-típust teremtve. 1957-ben az 57 vers c. antológia, Csehi Gyula ajánlásával négy antifasiszta költő (Brassai Viktor, Józsa Béla, Korvin Sándor és Salamon Ernő) verseiből adott válogatást.

## Átfogó és eredeti jellegű antológiák
Átfogó jellegű a romániai magyar költészet ötven évét áttekintő Magasra száll az ember dallama Sőni Pál összeállításában (1968), majd Mózes Huba szerkesztésében a baloldal költészetét 1933-tól 1944-ig bemutató Férfiúdal (Kolozsvár, 1972).
Eredeti kezdeményezés a Csehi Gyula szerkesztésében és Dávid Gyula válogatásában megjelenő Irodalomkritikai antológia (1968-72), melynek IV. kötete a romániai magyar kritikai írások első gyűjteménye. Mind ez, mind a Kántor Lajos szerkesztésében megjelent  magyarországi novellagyűjtemény (Föld, csillag I-II. 1970) a Tanulók Könyvtára irodalomtörténeti antológia-sorozatába tartozik, példát adva az antológiák általános irodalmi ismeretterjesztő szerepére. Romániai magyar novellákat foglalt közös kötetbe Sőni Pál ugyancsak a Tanulók Könyvtára számára (Hűséges Mártonka I-II. 1975).

## A Korunk és az Erdélyi Helikon antológiái
Sor került a két világháború közti erdélyi magyar folyóiratok irodalmi anyagának antológiákban való közzétételére. A Korunk egész irodalmát átfogó sorozat I. köteteként Méliusz József előszavával s Szász János bevezető tanulmányával és jegyzeteivel 1967-ben megjelent A Korunk költészete, majd Szemlér Ferenc bevezető tanulmányával 1973-ban Az Erdélyi Helikon költői c. válogatás; Kovács János szerkesztésében és bevezető tanulmányaival 1971-ben a nagyváradi Magyar Szó és Tavasz 1919-20-as, 1975-ben az aradi Genius és Új Genius 1924-25-ös, 1979-ben az aradi Periszkop 1925-26-os antológiája került forgalomba.

## Fiatal írók antológiái
Egyes irodalmi tájak fiatal írói is antológiával jelentkeztek. Ilyen a Jecza Tibor szerkesztésében, Dali Sándor ajánlásával s a fedőlapon Szilágyi Zsolt fémdomborításával megjelent Kapuállító (Sepsiszentgyörgy, 1971); a Mandics György bevezetésével megjelent s 13 fiatal bánsági és bihari költőt bemutató Hangrobbanás (Temesvár, 1975) s a temesvári Ady Endre Irodalmi Kör Lépcsők c. antológiájának I-II. kötete (Temesvár, 1977; 1980) Izsák László szerkesztésében.
Szatmárnémetiben 2021-ben megalakult a Szamos Diákirodalmi Kör, amely jelenleg már három antológiával rendelkezik, az első Papírfecnik az ágy alatt (Szatmárnémeti, 2021), a második Papírlapok a szélben (Limes kiadó, Szászfenes, 2022) és a harmadik Felhőfoszlányok (Limes kiadó, Szászfenes, 2024) címmel jelentek meg.

## Ismeretterjesztő antológiák
Az antológiának jelentős szerepe volt az ismeretterjesztésben, s így a legváltozatosabb összeállításokkal jelentkeztek. A tárgyuknál fogva különálló antológiák közül kiemelkedett Tóth István két latinból fordított humanista versgyűjteménye (Alkinoosz kertje, Kolozsvár, 1970; Múzsák fellegvára, 1977); az üldözött zsidóság egykori áldozatainak szentelt Keserű órán (1974) c. vers- és cikkgyűjtemény Domokos Géza utószavával.
Lászlóffy Aladár beajánlásával a nők napjára megjelent Az ő hangja (1975) c. irodalmi válogatás; A Demeter gyermekek pályaválasztása és más igaz történetek c. szociológiai riportgyűjtemény (1977); Gaal György Tenger és alkonyég között c. angol és Horváth Andor Szavak májusa c. francia lírai antológiája (Tanulók Könyvtára 1978, 1980), vagy a Veress Dániel válogatta szemelvények a magyar emlékirat-irodalomból (A bölcsőhely parancsai, 1978).